# This Ain't Gonna Work
This Ain't Gonna Work is een nummer van de Nederlandse zanger Alain Clark uit 2007. Het is de eerste single van zijn tweede studioalbum Live It Out.
Het nummer haalde de 3e positie in de Nederlandse Top 40.